# Dosu Bricii
Dosu Bricii – wieś w Rumunii, w okręgu Kluż, w gminie Chiuiești. W 2011 roku liczyła 7 mieszkańców.